# Руфьяк (Канталь)
Руфья́к (фр. Rouffiac, окс. Rofiac) — коммуна во Франции, находится в регионе Овернь. Департамент — Канталь. Входит в состав кантона Ларокбру. Округ коммуны — Орийак.
Код INSEE коммуны — 15165.
Коммуна расположена приблизительно в 430 км к югу от Парижа, в 115 км юго-западнее Клермон-Феррана, в 27 км к северо-западу от Орийака.

## Население
Население коммуны на 2008 год составляло 222 человека.
| 1962 | 1968 | 1975 | 1982 | 1990 | 1999 | 2008 |
| ---- | ---- | ---- | ---- | ---- | ---- | ---- |
| 415  | 446  | 343  | 314  | 260  | 237  | 222  |

## Экономика
В 2007 году среди 126 человек в трудоспособном возрасте (15—64 лет) 91 были экономически активными, 35 — неактивными (показатель активности — 72,2 %, в 1999 году было 64,9 %). Из 91 активных работали 89 человек (50 мужчин и 39 женщин), безработных было 2 (1 мужчина и 1 женщина). Среди 35 неактивных 3 человека были учениками или студентами, 21 — пенсионерами, 11 были неактивными по другим причинам.

## Достопримечательность
- Замок Пашевье (XV век). Памятник истории с 1990 года[3]
- Церковь Сен-Мартен (XIII век). Памятник истории с 1984 года[4]